# Sebastián Caulier
Sebastián Caulier (Provincia de Formosa, 1984) es un director y guionista argentino de cine.

## Biografía
Sebastián Caulier egresó de la Escuela Nacional de Experimentación y Realización Cinematográfica (ENERC). Inició sus actividades en el mundo cinematográfico en 2002. Desde entonces ha trabajado en varios cortos, entre ellos su participación en el proyecto Historias breves, concurso organizado por el INCAA que recopila cortometrajes de varios realizadores. Caulier fue seleccionado para participar en el volumen 5 del proyecto con su corto Extraños.

## Filmografía

### Largometrajes
- La inocencia de la araña (2011)
- El corral (2017)
- El monte (2022)

### Cortometrajes
- Ave María (2002)
- Perro muerto (2004)
- Qué pasó con Pablo (2005)
- Historias breves V: Los extraños (2009)

## Premios y nominaciones
| Año  | Premio                  | Categoría            | Película | Resultado | Ref.  |
| ---- | ----------------------- | -------------------- | -------- | --------- | ----- |
| 2023 | Premios Cóndor de Plata | Mejor director       | El monte | Pendiente | [ 2 ] |
| 2023 | Premios Cóndor de Plata | Mejor guion original | El monte | Pendiente | [ 2 ] |